# Parafia św. Jana Nepomucena w Braciszowie
Parafia pw. św. Jana Nepomucena w Braciszowie – parafia rzymskokatolicka znajdująca się w Braciszowie. Należy do dekanatu Głubczyce diecezji opolskiej.

## Historia
Parafia należała pierwotnie do diecezji ołomunieckiej, znajdując się na terenie tzw. dystryktu kietrzańskiego, który do diecezji opolskiej został włączony w 1972.